# Kitty Yung
Kitty Yung, nome artístico de Mindy Lynee Gladman, (Los Angeles, Califórnia, 6 de fevereiro de 1970) foi atriz pornográfica norte-americana ou estado-unidense com ascendência asiática sul-coreana e havaiana (nos Estados Unidos). Também usou os seguintes nomes em seus filmes: Kitty, Zana Que, Tia Son, Kitty Young, Ashley Yung e Amanda Yung.
Ela é muitas vezes confundida com Kitty Jung, só que ela nasceu em 1984.

## Biografia
Amanda Yung nasceu na cidade de Los Angeles, em 6 de fevereiro de 1970, do pai coreano e a mãe havaiana, que se mudaram do Havaí para Califórnia se instalando em Los Angeles, onde praticamente morou por mais de 20 anos, onde ela concluiu os estudos.
No final da adolescência, começou a trabalhar como gerente de contas.

## Carreira
Em 1993, aos 23 anos de idade, se envolveu na indústria de filmes adultos, após responder ao anúncio no jornal Los Angeles Weekly para ser modelo de lingerie. E nesse ano é que começa carreira no cinema pornô, passando a dedicar em participar como aspirante à carreira de atriz.
De 1993 a 1995, ela se apresentou em mais de 100 filmes, muitas vezes com tema penetração com asiáticos, marcadas por grandes quantidades de sexo anal, duplo e triplo, incluindo "trêmulo de H", muitas vezes sem camisinha. Ela se apresentava mais frequentemente com os homens do que com as mulheres e evitou cenas Urofilia, descrevendo-os como "muito humilhante".
No início da carreira, ela teve leve diminuição dos seios e mamilos. Os mamilos foram puxados de dentro para fora após cirurgia, quando ela voltou se tornar sexualmente excitada. No meio de 1994 ela se submeteu cirurgia plástica, enquanto seus seios e os olhos foram ampliadas.
Em 1995, após dois anos, deixou a indústria cinematográfica pornô, devido ao declínio da participação e do medo de pegar AIDS, embora jamais tenha contraído essa doença.
Em 1996, se mudou de Los Angeles para Las Vegas, Nevada, citando antipatia de ter deixado antiga cidade por conta dos problemas de "tráfego, poluição atmosférica, os terremotos, as atitudes das pessoas e o oceano sujo" onde morou por 26 anos. Depois de deixar a indústria de filmes adultos, foi contratada em Las Vegas para trabalhar como dançarina erótica (striptease woman).
Após começar a trabalhar como striper, ela fundou site ediblefantasies.com sobre "comida e fantasia que se torna realidade sexual". O site saiu do ar em outubro de 2000, após a "crise do pontocom".
Depois de estar afastada por sete anos, ela voltou para a indústria do cinema no início dos anos 2000, mas desta vez com outro nome, ao invés da "Kitty Yung" agora sob nome da "Tia Son".
Atuou em vários lançamentos de 2002, incluindo a fanquia Hustler, quarta famosa série da Asian Fever, Elegant Angel's Please Play Hard With Me e o vídeo Team's No Man's Land: Asian Edition 3.
Tia Son afirmou que um dos seus co-estrelas favoritas é Peter North e já se apresentou com o produtor controverso Max Hardcore, descrevendo-o como "realmente um cara legal. Apenas tipo de pe rve rtido.". Ela disse que ela é bis se xual, quando perguntou se ela gosta de mulheres fora da tela, a resposta de Yung foi "Um pouco, apenas para lazer".
Em 2003, aos 33 anos, Amanda Yung decide parar com filmes pornográficos.
De 1993 a 2003, ela fez quase de 150 filmes sem contar coletâneas e participações sem sexo. Yung fez relativamente muito sexo anal e oral durante carreira e se deixou penetrada por vários homens ao mesmo tempo. Ela faz isso em seus filmes, tanto com os homens e com as mulheres.
Apesar de ser atriz tão dedicada, se queixava de discriminação por ser de origem asiática, poucas vezes apareceu como atriz principal ou nas capas dos vídeos, embora não seja motivo pra ficar longe dos filmes adultos.

## Vida Pessoal
Amanda Yung nasceu na cidade de Los Angeles, em 6 de fevereiro de 1970, do pai coreano e a mãe havaiana.
Amanda Yung conheceu Steven Bagwell, que posteriormente passaram a namorar e o casal tiveram única filha.
Yung casou-se com Bagwell no dia 19 de maio de 2004, em Clark County, perto de Las Vegas, Nevada.

## Morte
Kitty Yung foi encontrada morta em Stevenson Ranch, na Califórnia em 20 de novembro de 2004. No entanto, a família só informou a morte às autoridades somente 10 dias depois, em dia 30 de novembro, como se tivesse morrido naquele dia. A causa mortis e a data real da morte dela não foram divulgadas, possivelmente a pedido da família.
No entanto, as circunstâncias da morte da atriz levantou suspeitas de que ela tenha morrido por uso de drogas, na qual que ela tenha entrado em depressão após deixar carreira. A imprensa local não divulgou sobre a morte da atriz, já que ela desconhecida por grande público.
Não há como saber a data se ela morreu nos dias 20 ou 30 de novembro: segundo consta no site IMDB, o falecimento ocorreu dia 30; já no site IAFD, a data do falecimento aponta para dia 20, o que leva divergências sobre anúncio da morte. Já pelo site archives.com (especializado de pessoas mortas) afirma que foi no dia 20.
Com a morte, ela deixa órfã a única filha e o viúvo marido Steven Bagwell, casado com ele pouco mais de seis meses depois.

## Filmografia
- 69 Oriental Blow Jobs
- A Is For Anal
- Amazing Asian Ass
- American Dream Girls 2, Asia Carerra
- America's Raunchiest Home Videos 63
- Anal Alien
- Anal Asian 2 - The Won-Ton Woman
- Anal Delinquent 1
- Anal Ecstasy Girls 2
- Anal Fever 11
- Anal Files 1
- Anal Files 4
- Anal Hunger
- Anal Ninja - Sex-O-Vision 3
- Anal Savage 2
- Anal Secrets
- Anal Secrets II
- Anal Vision 15
- Anal Vision 18
- Angel Eyes
- Asia Exotica 3
- Asian Appetite
- Asian Chow Down
- Asian Fever 4
- Asian Girls
- Asian Heat 2: Satin Angels
- Asian Heat 3: Tales Of The Golden Lotus
- Asian Hose
- Asian Invasion 4
- Asian Invasion 5
- Asian Party Girls 4
- Ass Dweller
- Ass Freaks 1
- Ass Fuck 5
- Ass Master 6
- Ass Openers 1
- Ass Openers 10
- Awesome Asians 23
- Backdoor To Taiwan
- Barely 18 4
- Beach Bitches
- Before They Were Pornstars 1
- Behind Closed Doors
- Best by Private 43 - Asian Girls
- Best of Black Anal 1
- Best Of Buttslammers 1
- Best of Cum 3
- Best Of Oriental Anal 1
- Best Of Oriental Anal 2
- Best of Private XXX 2
- Best of the Gangbang Girl 3
- Biff Malibu's Totally Nasty Home Videos 40
- Big Bang 1
- Billy Black's Tae Blow Girls - Shaved Orientals
- Black Buttman 1
- Booty Ho
- Brassiere To Eternity
- Breastman Does The Twin Towers
- Burma Road 1
- Burma Road 2
- Butt Sluts 2
- Butt Whore
- Buttslammers 3
- Cannes Fantasies
- Cherry Poppers 3
- Chow Down
- Chow Mai Poon
- Clockwork Orgy
- Coming Out
- Convention Cuties
- Costa Rica Getaway
- Costa Rica Studies
- Cream of the Cock
- Crew Sluts
- Cum Shocks 6
- Dark-X-Tremes 20
- Tailz From Da Hood
- Deep Cheeks 4
- Deep Inside The Orient
- Diary Of A Geisha
- Double D Dykes 10
- Double Play 17
- Asian Connection
- Dragon Lady 6
- Egg Foo Kitty Yung
- Execu-Comp 156
- Execu-Comp 226
- Extreme Pictures 1
- Extreme Pictures 7
- Extreme Pictures 22
- Extreme Pictures 34
- Filthy Fuckers 33
- Foolproof
- Fortune Nookie
- Freak Dat Booty
- From China With Love
- Fuck Holes - Asian Fuck Sluts
- Fukiyaki
- Get it in Gere
- Gang Bang Girl 12
- Geranalmo
- Girls Who Take It Up the Ass 22
- Go Ahead... Eat Me
- Hidden Camera 14
- Hitchhiker 4
- Hot Tight Asses 7
- Hot Tight Asses 14
- House Of The Rising Sun (II)
- In The Bush
- In The Butt
- Indecent Proposition
- James Blond Meets Dr. Rear
- Kinky Fantasies
- Kissing Fields
- Kym Wilde's On The Edge 15
- Last Action Whore
- Let's Play Doctor
- Lipstick Lesbians 1: Massage Parlor
- Lovin' Spoonfuls 16: More Best Of Dirty Debutantes
- Luscious Licking Lesbians
- M Series 9
- Max Gold 6
- Midnight Angels 3
- Misty Rain's Anal Orgy
- Mocha Mix 1
- Nasty Backdoor Nurses
- Nasty Nancy 5 - Dildo Dreaming
- New Ends 2
- No Man's Land Asian Edition 3
- Odyssey Group Volume 318
- Odyssey Group Volume 322
- Odyssey Group Volume 346
- Once Upon An Anus
- Oral Adventures Of Craven Moorehead 11
- Other People's Pussy
- Overtime 2 - Buttilicious
- Overtime 31 - Bald Beavers
- Overtime 81 - Awesome Asians
- Peter Pops!!
- Please... Play Hard With Me
- Pornocopia 2 - Bendover Bitches
- Prime Cuts - Ass Capades
- Private Video Magazine 9
- Private Video Magazine 10
- Private Video Magazine 11
- Private Video Magazine 12
- Private Video Magazine 17
- Pussyman 7
- On the Dark Side
- Racially Motivated
- Rainwoman 7 - In The Rain Forest
- Rainwoman 8 - Wet Between The Cheeks
- Raunch O Rama - Explosive Cumshots
- Real Female Masturbation 19
- Real Female Orgasms 3
- Reel Sex World 2
- Lost In Denver
- Ripe 1
- Rising Buns
- Rising Cum - Sex-O-Vision 26
- Rodney's Rookies Special Edition
- Samurai Pie
- Sarah-Jane's Love Bunnies 3
- Satin Angels
- Screentest Sex 4
- Sean Michaels: Sex Machine
- Sex Party
- Slave To Love
- Sleeping With Seattle
- Sluts From the Orient 1
- Smooth As Silk
- Sniff Doggystyle
- Sodomania 5
- Sodomania: Baddest of the Best
- Sodomania: Director's Cut Classics 2
- Split Decision
- Squirts 4
- Sticky Lips
- Super Hornio Brothers 2
- Sushi Butts
- Temptress
- Thee Bush League 25
- The Best by Private 9 - United Colors of Private
- They All Look Good at Closing Time
- Tonya And Nancy - The Real Story
- Totally Tiffany
- The Crush
- Triple Play 63: Orient Express
- Triple Play 73: Oriental Sexpress
- Triple Play 95: Conjugal Couples 2
- Up And Cummers 1
- Virgin Treasures 1
- Virgin Treasures 2
- Voluptuous Girl 2 Girl
- What's Butt Got To Do With It
- Whoriental Sex Academy 6
- Younger Women Older Men 2

## Prêmio
- 1994 AVN Award: Melhor Cena de Sexo Anal, no filme Sodomania 5.[4]

## Ligações Externas
- Kitty Yung no Internet Movie Database
- Kitty Yung no Internet Adult Film Database
- Kitty Yung no Adult Film Database
- Kitty Yung no Kitty Yung Online Fan Club